# Дейтероксид натрия
Дейтерокси́д на́трия — неорганическое химическое соединение натрия и оксида дейтерия с формулой {\displaystyle {\ce {NaO^2H}}} или {\displaystyle {\ce {NaOD}}}, являющееся изотопной разновидностью гидроксида натрия, в которой атом водорода замещён дейтерием. Представляет собой белое гигроскопичное кристаллическое вещество, обладающее сильными основными свойствами.

## Номенклатура
Дейтероксид натрия — изотопный аналог гидроксида натрия, в котором атом водорода замещён дейтерием. Название "дейтероксид" происходит от слова "дейтерий" (изотоп водорода с массовым числом 2) и "оксид" (соединение с кислородом). В химической номенклатуре это соединение также может обозначаться как гидроксид натрия-d или дейтерированный гидроксид натрия.

## Химические свойства
Дейтероксид натрия проявляет свойства сильного основания, аналогичные гидроксиду натрия. В реакциях изотопного обмена участвует как источник дейтерия. Например, при гидролизе сложных эфиров или ацетатов стероидов в присутствии {\displaystyle {\ce {NaOD}}} происходит замещение водорода на дейтерий в α-метиленовых группах. Под высоким давлением {\displaystyle {\ce {NaOD}}} образует фазу {\displaystyle {\ce {V}}} с орторомбической структурой (пространственная группа Pbcm), где дейтерий участвует в изогнутых или бифурцированных водородных связях.

## Получение
Синтезируется взаимодействием металлического натрия с тяжёлой водой:
{\displaystyle {\ce {2Na + 2D2O -> 2NaOD + D2}}}
Либо нейтрализацией дейтеро-кислот (например, {\displaystyle {\ce {DCl}}} — хлорида дейтерия) гидроксидом натрия:
{\displaystyle {\ce {DCl + NaOH -> NaOD + HCl}}}
Чистота продукта зависит от изотопной чистоты исходных реагентов.

## Применение

### В органическом синтезе
Используется для введения дейтерия в органические соединения, например, в реакции с 2-метилнафталином и эвгенолом в сверхкритической {\displaystyle {\ce {D2O}}}, где достигается высокая степень дейтерования.

### В спектроскопии
Применяется в спектроскопии для подготовки дейтерированных стандартов в масс-спектрометрии и ЯМР-спектроскопии.

### В качестве катализатора
Выступает в качестве катализатора в реакциях щелочного гидролиза, где предотвращает потерю дейтерия за счёт замедления енолизации кетонов.

## Безопасность
Дейтероксид натрия является едким и токсичным веществом, обладающим ярко выраженными щелочными свойствами. При работе с ним необходимо проявлять осторожность.

### Меры предосторожности
- Использование защитных перчаток, очков и лабораторного халата.

- Работа в вытяжном шкафу для предотвращения вдыхания паров.

### Попадание на кожу и слизистые оболочки
При попадании на кожу, в глаза или другие слизистые оболочки образуются серьёзные химические ожоги. Попадание больших количеств вещества в глаза вызывает необратимые повреждения зрительного нерва и, как следствие, потерю зрения.
При контакте дейтероксида натрия со слизистыми оболочками необходимо промыть поражённый участок водой, при попадании на кожу или в глаза — слабым раствором борной кислоты, а затем водой.

### Вдыхание
Обладает острой ингаляционной токсичностью. Вызывает ожоги слизистых оболочек, кашель, одышку, повреждения дыхательных путей.
При вдыхании необходимо обеспечить доступ свежего воздуха и обратиться за медицинской помощью.

### Попадание внутрь
При попадании внутрь организма возможны сильные ожоги полости рта и горла, а также перфорации пищевода и желудка, кашель и одышка, повреждения дыхательных путей.